# 客家基因族谱
客家基因族谱为全世界的客家人建立基因家谱的科學驗證计划，让客家人可以通过DNA检测寻根问祖，并用群体遗传学和分子人类学的方法研讨客家人的迁移、形成、和发展的历史。客家是漢族的一個民係，位於福建省寧化石壁村是客家民係形成的重要地域，大多數在中國南遷的歷代客家人都曾聚居寧化石壁村，之後再陸續向外遷移。寧化石壁村因此被稱為「客家祖地」。客家基因族譜基於客家祖地的石壁並以遺傳學、人類學方面的研究，作為科學證據。

## 进展歷史
福建省寧化縣長年舉辦祭祖大典活動，總計先後約有20多個國家和地區的30多萬客家後裔前來探詢祖源。海內外客屬社團將近約千名客家後裔會一起聚會並祭拜祖先。至2010年為止已連續舉辦了16屆。
2010年9月，由宁化客家研究会与江苏无锡汇泽基因科技公司联合开始进行进行的客家基因族谱，在宁化的100多个姓氏家族中收集了DNA样品。在2010年12月1-2日在中国福建省宁化县石壁举办的客家祭祖大典上，客家基因族谱举办启动仪式，并向祭祖的来宾提供了免费客家基因族谱检测。
客家基因族譜項目在2011年8月起發布結果，參與的100多個姓氏的客家民眾可以在網上進行查詢了解自己祖先歷史。項目將系統分析數據，希望提供客家人遷移歷史的新證據，將在2011年10月15-16日在福建寧化舉辦成果展覽。

## 背景
客家人屬於汉族的独特传统的分支民系。客家人是在唐宋前后由中原遷至南方，后定居於福建省、广东省、江西省和广西的客家地區，并繁衍到台湾、东南亞等更广大地区。據統計，全世界現有客家人1.2億，遍佈五大洲與80多個國家和地區。客家人保留了许多古代中原汉人的文化和语言，客家学对于研究汉民族的文化历史和人类学有一定貢獻。客家人的起源和发展过程，在学术界还存在广泛争议。宁化石壁是唐末客家先民南迁的主要集散地，很多客家人的家谱对此有记载。客家人尊崇祖先，很多家族都有详细家谱，每年都有很多人从海外来到客家人先祖繁衍生息的故地寻根问祖，宁化的客家祖地每年都进行客家祭祖大典。

## 意义
“客家人基因族谱”目的是让客家人，无论有家谱记载或没有，都可以通过它来寻根问祖；可以让客家人找到自己几百年前、上千年前的“祖地”，为断了联系的家族分支用DNA信息重建家谱。

## 方法
检测Y染色体DNA的短串重复序列（Short Tandem Repeat, STR）和单核苷酸多态性（SNP）。再用群体遗传学方法作分析，并用客家人的历史文献资料作为参考。

## 外部連結
- 汇泽基因科技公司
- 央视网-基因的时光机器[永久]